# Kyōko Otonashi
Kyōko Otonashi (音無 響子?, Otonashi Kyōko), nata Chigusa (千草?, Chigusa), è un personaggio immaginario, protagonista femminile nel manga Maison Ikkoku - Cara dolce Kyoko della mangaka Rumiko Takahashi. È presente anche nelle opere derivate, tra cui la serie anime, il film Maison Ikkoku e la mineserie televisiva.
Il suo personaggio è doppiato in lingua giapponese da Sumi Shimamoto, mentre in italiano prima da Monica Ward ed in seguito da Ludovica Marineo e Sonia Mazza.

## Creazione e sviluppo
In un'intervista, Rumiko Takahashi ha dichiarato che la storia d'amore tra Kyōko e Godai sarebbe dovuta essere un punto di partenza per una trama più ampia, che avrebbe compreso una partecipazione maggiore degli altri inquini della Maison Ikkoku; tuttavia, mano a mano che l'autrice sviluppava la loro relazione, questa assunse maggior importanza, fino a diventare il tema principale del manga. Fu presa la scelta di rendere Kyōko una vedova perché, a detta della mangaka, tale situazione avrebbe dato vita a molteplici risvolti narrativi.

### Nome
Il cognome Otonashi è composto dalle due parole oto (音?; lett. "suono" ) e nashi (無?; lett. "zero" o "nessuno") che può essere facilmente tradotto come "nessun suono" o semplicemente "silenzio". Come per altri personaggi della serie, il cognome è composto da un termine (nashi) che, con un gioco di parole, indica il numero della stanza all'interno della Maison Ikkoku nella quale risiede: in questo caso s'intende la stanza dell'amministratore, la quale non è numerata. Il suo cognome da nubile, Chigusa, significa "gran varietà di fiori."
È interessante notare che quasi fino alla fine della serie Kyoko viene chiamata da quasi tutti i personaggi, compreso Godai, con l'appellativo Kanrinin-san (amministratrice). Soltanto i parenti la chiamano Kyoko, mentre Yagami si rivolge a lei con il termine senpai, dato che la ragazza frequenta la stessa scuola che all'epoca frequentò Kyoko.

## Biografia del personaggio
Kyōko è la figlia unica dei coniugi Chigusa, una famiglia borghese giapponese. Suo padre è un uomo che manifesta il proprio affetto sotto la forma di una morbosa gelosia, mentre la madre è caparbia e calcolatrice. Durante gli anni delle scuole superiori, Kyōko sviluppa un'infatuazione, che col tempo diverrà amore vero e proprio, nei confronti di Sōichiro Otonashi, un giovane supplente che insegna nella sua classe. Nonostante la differenza di età, Sōichiro ricambia il sentimento ed i due convolano a nozze al termine degli studi di Kyōko, nonostante l'opposizione dei genitori di lei. Tuttavia, dopo pochi mesi dal matrimonio, la felicità dei due sposi viene interrotta dalla morte improvvisa di Soichiro, causata da un male mai spiegato. Kyōko prende la drastica decisione di non sposarsi mai più e vivere nel ricordo del marito.
Tramite il suocero, Kyōko trova lavoro nella pensione Ikkoku, di proprietà della famiglia Otonashi. Da questo punto della storia ha inizio la storia narrata nella serie. La ventunenne Kyōko conosce i turbolenti abitanti della Maison Ikkoku: il misterioso Yotsuya, la provocante Akemi Roppongi, la signora Hanae Ichinose, e soprattutto Yūsaku Godai, un giovane studente squattrinato, che fin dal primo momento mostra un forte interessamento nei suoi confronti. Per un lungo periodo Kyōko rimane fedele al suo defunto marito, ma le avances di Godai, a cui si aggiungono quelle dell'affascinante Shun Mitaka, suo insegnante di tennis, cominciano a far vacillare Kyōko.
Fin dall'inizio è evidente una certa attrazione di Kyōko nei confronti di Godai, più che in quelli del ricco e più affascinante Mitaka, ma una serie di circostanze fanno rimanere Kyōko in una situazione di perplessità per tutta la durata della serie. Godai non riesce né a portare a termine i propri studi, né a trovare un impiego stabile. Inoltre, pur dichiarandosi svariate volte, Godai non riesce a respingere le attenzioni che altre donne (in particolar modo Kozue Nanao) hanno nei suoi confronti, rendendo i sentimenti del ragazzo del tutto inaffidabili agli occhi di Kyōko. La famiglia di Kyōko è un altro punto di instabilità per la giovane. Il padre vorrebbe egoisticamente che la figlia tornasse a vivere con loro, mentre la madre gradirebbe vedere Kyōko sistemata con il ricco Mitaka. Alla fine della serie, però i sentimenti di Godai avranno la meglio sul cuore della ragazza, ed i due finalmente si sposeranno, avranno una figlia, Haruka, e rimarranno a vivere nella Maison Ikkoku.

## Caratteristiche

### Aspetto fisico
Kyōko è una giovane donna dalla pelle chiara di altezza media (un po' più bassa di Yūsaku Godai), considerata attraente da molti personaggi che incontra, con grandi occhi azzurri e capelli blu violacei (tinti di nero nel manga) sotto le sue spalle, a volte in una coda di cavallo, con la frangia e due lunghe ciocche che le scendono dalle orecchie. Quando era più giovane i capelli di Kyōko erano molto più corti, quasi tagliati a caschetto, ma rimanevano appena sopra le sue spalle.
Kyōko indossa tipicamente pantaloni e maglione a maniche lunghe, coperti da un grembiule giallo che ha l'immagine di un pulcino con le parole "Piyo" stampate sotto di esso. Porta spesso anche una scopa di bambù, che viene usata per spazzare gli esterni della pensione.

### Personalità
Sebbene sia generalmente dolce, educata, calma, sorridente e gentile, Kyōko possiede una forte personalità, che spesso si manifesta in un carattere permaloso, geloso e testardo. Probabilmente è stata proprio questa forza a riuscire a fare andare avanti la donna dopo la morte del marito. Sviluppa presto affetto per Yūsaku e ha la tendenza a innamorarsi di lui (con gli altri inquilini che la prendono in giro per essersi comportata come una "buona moglie") e talvolta diventa gelosa di lui (anche se lei nega che sia gelosia). Tuttavia, è difficile per lei dimenticare Sōichirō Otonashi (morto appena sei mesi dopo il loro matrimonio) e i suoi ricordi di suo marito a volte la mettono di umore malinconico; l'amore di Kyōko per lui a volte si riflette nei dialoghi con il suo cane, che porta lo stesso nome del suo defunto marito. Per certi versi inoltre, il personaggio di Kyōko è spesso considerato uno dei primi esempi di personalità tsundere. Infatti Kyōko, nonostante tenda a mostrare agli altri il proprio lato più combattivo, nasconde una personalità fragile ed affettuosa. Sempre secondo i canoni del personaggio tsundere, Kyōko nasconde anche a sé stessa i propri reali sentimenti, negando di essere in qualche modo coinvolta da colui che le dimostra interesse (Godai), e tentando di rimanere aggrappata al ricordo del defunto marito Soichiro.

### Animale domestico
Durante gli anni del liceo di Kyōko, Sōichiro prese come animale domestico un cane bianco randagio, che ribattezzò Shiro. Successivamente la vedova Otonashi lo ribattezzò Sōichiro in onore del marito defunto.

## Doppiaggio
Nella versione originale giapponese Kyōko Otonashi è doppiata da Sumi Shinamoto, già doppiatrice di alcuni personaggi in Lamù.

### Annotazioni
1. ↑  Il nome Kyōko, nelle pubblicazioni Granata e Star Comics, viene translitterato Kyoko, senza il macron.
2. ↑  Nell'adattamento italiano della serie animata Bianco

### Fonti
1. ↑  (IT) Mazinga Nostalgia, Vol. II, 4ª ed., Tunué, 2018,  p. 888.
2. ↑  (IT) L'intervista - Rumiko Takahashi, in Anime Cult, Sprea Comics, 1º dicembre 2022,  p. 37.
«Qual è il suo personaggio preferito? 

R.T. Li amo tutti, ma indubbiamente ho un debole per la protagonista, Kyoko.»
3. ↑  (EN) Toren Smith, Rumiko Takahashi- Japan's Best Loved Cartoonist, su Amazing Heroes Vol. 165, 15 maggio 1989. URL consultato il 23 dicembre 2022.
4. ↑  (IT) L'intervista - Rumiko Takahashi, in Anime Cult, Sprea Comics, 1º dicembre 2022,  p. 36.
5. ↑  (IT) L'intervista - Rumiko Takahashi, in Anime Cult, Sprea Comics, 1º dicembre 2022,  p. 37.
6. 1 2 3  (EN) Kyoko Otonashi - Life at Maison Ikkoku, su furinkan.com. URL consultato il 22 dicembre 2022.
7. ↑  (IT) Andrea Mortati, Speciale Rumiko Takahashi - dal Giappone al mondo, in Anime Cult, Sprea Comics, 1º dicembre 2022,  p. 42.
8. ↑  Maison Ikkoku, cap. 28.
9. ↑  Maison Ikkoku, cap. 1.
10. 1 2  Maison Ikkoku, cap. 35.